# Expressionistischer Meister von Santa Chiara
Als Expressionistischer Meister von Santa Chiara (it. Maestro espressionista di Santa Chiara) wird der Maler bezeichnet, der um 1337 die Fresken im rechten Querschiff der Basilika Santa Chiara, Grabeskirche der Heiligen Klara in Assisi, geschaffen hat. Er wird auch in deutscher Fachliteratur oft unter seinem italienischen Namen genannt.
Die Fresken des Expressionistischen Meisters von Santa Chiara in Assisi zeigen in einer oberen Reihe das Begräbnis der Heiligen, bei dem auch ihre Schwester Agnes von Assisi zu sehen ist. Weiter sind eine Darstellung des Letzten Gerichts und einige Szenen aus dem Leben Marias und des jungen Jesus zu sehen. Eine andere Reihe zeigt dann eine Madonna mit Klara und wiederum die Heilige Agnes, Schwester der Klara, mit der Heiligen Agnes von Rom, Jungfrau und Märtyrerin. Auch andere Heilige Frauen und betende Engel werden dort dargestellt.
Die Freskenreihe des Maestro espressionista di Santa Chiara erinnert im Stil an zeitgleiche Fresken in der Oberkirche von Assisi, die einem ebenfalls anonymen Maler zugeordnet werden. Beide Meister stehen dem Stil Giottos sehr nahe. In Fach- und Reiseliteratur wird der Maestro espressionista manchmal als „Exeget“, das heißt strenger Nachfolger Giottos, bezeichnet oder weiter Giottos Schüler und Werkstattmitarbeiter genannt.
Der Zusatz Expressionistisch im Notnamen des namentlich nicht bekannten Maestro espressionista di Santa Chiara unterscheidet ihn von dem ebenfalls namentlich nicht bekannten Maestro di Santa Clara, dem als Meister der hl. Klara bezeichneten Maler, der um 1280 das Tafelbild der Heiligen ebenfalls in ihrer Grabeskirche geschaffen hat. Dieses zeigt noch in altem Stil und herkömmlicher byzantinisch beeinflusster Malerei zweidimensionale Figuren und ordnet sie noch vor einem mit formelhaften Symbolen gestalteten Hintergrund an. Der Maestro espressionista dagegen, wie sein Namensattribut zeigen soll, versucht wie Giotto in ausdrucksstarken, expressiven Bildern ein religiöses Erlebnis für den Betrachter lebendig darzustellen. Er gehört damit zu den Vorläufern der Renaissance in Italien.
Dem Expressionistischen Meister von Santa Chiara wird auch ein bemaltes Kreuz in der Kirche der Chiara in Montefalco zugeordnet.
Einige italienische Kunsthistoriker wie Elvio Lunghi identifizieren den Expressionistischen Meister von Santa Chiara mit Palmerino di Guido aus dem Umfeld Giottos. Von Palmerino di Guido sind Fresken in der Kirche San Francesco in Gubbio erhalten. Ob Palmerino di Guido aus Umbrien oder nicht doch aus Siena stammt, wird ebenfalls diskutiert.